# Usbekischer Fußballpokal 2021
Der Usbekische Fußballpokal 2021 war die 29. Saison eines K.-o.-Fußballwettbewerbs in Usbekistan. Das Turnier wurde vom usbekischen Fußballverband organisiert. Der Wettbewerb begann mit der ersten Qualifikationsrunde am 28. März 2021 und endete mit dem Finale am 4. Dezember 2021. Titelverteidiger war Paxtakor Taschkent.

## Termine
| Runde                  | Datum                                              |
| ---------------------- | -------------------------------------------------- |
| 1. Qualifikationsrunde | 28. März 2021                                      |
| 2. Qualifikationsrunde | 4. April 2021                                      |
| 3. Qualifikationsrunde | 13. April 2021                                     |
| Gruppenphase           | April 2021                                         |
| Achtelfinale           | 17. August 2021 bis 20. August 2021                |
| Viertelfinale          | 20. Oktober 2021 28. Oktober 2021 29. Oktober 2021 |
| Halbfinale             | 24. November 2021                                  |
| Finale                 | 4. Dezember 2021                                   |

## 1. Qualifikationsrunde
|               | Ergebnis              |               |
| ------------- | --------------------- | ------------- |
| 28. März 2021 |                       |               |
| Rubin         | 1:1 n. V. (4:2 i. E.) | Lokomotiv-BFK |
| G'ijduvon     | 3:1                   | Zhomboy       |
| FK Zaamin     | 6:0                   | Lochin        |
| Neftgazmontaj | 4:4 n. V. (1:4 i. E.) | Chigatoy      |

## 2. Qualifikationsrunde
|               | Ergebnis |           |
| ------------- | -------- | --------- |
| 4. April 2021 |          |           |
| G'ijduvon     | 0:1      | Rubin     |
| Chigatoy      | 1:3      | FK Zaamin |

## 3. Qualifikationsrunde
|                | Ergebnis |           |
| -------------- | -------- | --------- |
| 13. April 2021 |          |           |
| Chigatoy       | 1:3      | G'ijduvon |
| FK Zaamin      | 0:1      | FK Rubin  |

## Gruppenphase

### Gruppe A
| Pl. | Verein               | Sp. | S | U | N | Tore    | Diff. | Punkte |
| --- | -------------------- | --- | - | - | - | ------- | ----- | ------ |
| 1.  | Lokomotiv Taschkent  | 3   | 3 | 0 | 0 | 009:200 | +7    | 09     |
| 2.  | FK Turon Yaypan      | 3   | 2 | 0 | 1 | 005:300 | +2    | 06     |
| 3.  | FK Andijon           | 3   | 0 | 1 | 2 | 002:400 | −2    | 01     |
| 4.  | FK Aral Samali Nukus | 3   | 0 | 1 | 2 | 003:100 | −7    | 01     |

### Gruppe B
| Pl. | Verein              | Sp. | S | U | N | Tore    | Diff. | Punkte |
| --- | ------------------- | --- | - | - | - | ------- | ----- | ------ |
| 1.  | FK Dinamo Samarkand | 3   | 2 | 1 | 0 | 009:200 | +7    | 07     |
| 2.  | Surkhon Termez      | 3   | 2 | 0 | 1 | 009:700 | +2    | 06     |
| 3.  | FK Buxoro           | 3   | 0 | 2 | 1 | 005:800 | −3    | 02     |
| 4.  | FK G'ijduvon        | 3   | 0 | 1 | 2 | 004:100 | −6    | 01     |

### Gruppe D
| Pl. | Verein              | Sp. | S | U | N | Tore    | Diff. | Punkte |
| --- | ------------------- | --- | - | - | - | ------- | ----- | ------ |
| 1.  | Navbahor Namangan   | 3   | 3 | 0 | 0 | 006:100 | +5    | 09     |
| 2.  | FK Olympic Tashkent | 3   | 2 | 0 | 1 | 009:300 | +6    | 06     |
| 3.  | FC Oqtepa           | 3   | 1 | 0 | 2 | 006:900 | −3    | 03     |
| 4.  | FK Zaamin           | 3   | 0 | 0 | 3 | 003:110 | −8    | 0      |

### Gruppe E
| Pl. | Verein                | Sp. | S | U | N | Tore    | Diff. | Punkte |
| --- | --------------------- | --- | - | - | - | ------- | ----- | ------ |
| 1.  | Nasaf Karschi         | 3   | 1 | 2 | 0 | 007:300 | +4    | 05     |
| 2.  | FK Soʻgʻdiyona Jizzax | 3   | 1 | 2 | 0 | 007:400 | +3    | 05     |
| 3.  | Bunyodkor Taschkent   | 3   | 1 | 2 | 0 | 012:200 | +10   | 05     |
| 4.  | FK Rubin              | 3   | 0 | 0 | 3 | 001:180 | −17   | 0      |

### Gruppe F
| Pl. | Verein             | Sp. | S | U | N | Tore    | Diff. | Punkte |
| --- | ------------------ | --- | - | - | - | ------- | ----- | ------ |
| 1.  | FK Mashʼal Muborak | 3   | 2 | 0 | 1 | 006:400 | +2    | 06     |
| 2.  | Metallurg Bekobod  | 3   | 2 | 0 | 1 | 005:200 | +3    | 06     |
| 3.  | FK Yangiyer        | 3   | 1 | 0 | 2 | 002:500 | −3    | 03     |
| 4.  | Qoʻqon 1912        | 3   | 1 | 0 | 2 | 004:600 | −2    | 03     |

### Gruppe G
| Pl. | Verein              | Sp. | S | U | N | Tore    | Diff. | Punkte |
| --- | ------------------- | --- | - | - | - | ------- | ----- | ------ |
| 1.  | FK Shoʻrtan Guzar   | 3   | 2 | 1 | 0 | 005:100 | +4    | 07     |
| 2.  | Qizilqum Zarafshon  | 3   | 2 | 0 | 1 | 005:200 | +3    | 06     |
| 3.  | FK Neftchi Fargʻona | 3   | 1 | 1 | 1 | 003:200 | +1    | 04     |
| 4.  | Xorazm FK Urganch   | 3   | 0 | 0 | 3 | 003:110 | −8    | 0      |

## Achtelfinale
|                       | Ergebnis  |                     |
| --------------------- | --------- | ------------------- |
| 17. August 2021       |           |                     |
| Surkhon Termez        | 1:0       | FK Mashʼal Muborak  |
| 18. August 2021       |           |                     |
| FK Shoʻrtan Guzar     | 1:2       | Qizilqum Zarafshon  |
| FK Dinamo Samarkand   | 2:2 n. V. | FK Olympic Tashkent |
| 19. August 2021       |           |                     |
| Nasaf Karschi         | 5:2       | Metallurg Bekobod   |
| Paxtakor Taschkent    | 1:0       | FK Turon Yaypan     |
| FK Olmaliq            | 6:1       | FK Neftchi Fargʻona |
| 20. August 2021       |           |                     |
| Bunyodkor Taschkent   | 1:0       | Navbahor Namangan   |
| FK Soʻgʻdiyona Jizzax | 2:1       | Lokomotiv Taschkent |

## Viertelfinale
|                       | Ergebnis |                    |
| --------------------- | -------- | ------------------ |
| 20. Oktober 2021      |          |                    |
| FK Olympic Tashkent   | 0:1      | Paxtakor Taschkent |
| 28. Oktober 2021      |          |                    |
| Bunyodkor Taschkent   | 2:1      | Surkhon Termez     |
| FK Olmaliq            | 3:2      | Qizilqum Zarafshon |
| 29. Oktober 2021      |          |                    |
| FK Soʻgʻdiyona Jizzax | 0:1      | Nasaf Karschi      |

## Halbfinale
|                    | Ergebnis              |                     |
| ------------------ | --------------------- | ------------------- |
| 24. November 2021  |                       |                     |
| Paxtakor Taschkent | 1:1 n. V. (5:4 i. E.) | Bunyodkor Taschkent |
| FK Olmaliq         | 0:2 n. V.             | Nasaf Karschi       |

## Finale
|                    | Ergebnis |               |
| ------------------ | -------- | ------------- |
| 4. Dezember 2021   |          |               |
| Paxtakor Taschkent | 1:2      | Nasaf Karschi |